# Vintage Dead
Vintage Dead — концертный альбом группы Grateful Dead. Записан в Сан-Франциско, во время концертов в Avalon Ballroom в конце 1966, и выпущен в октябре 1970 года.

## Об альбоме
Vintage Dead был выпущен без согласия или содействия группы. Тем не менее, это не подпольная, а вполне легальная запись. Vintage Dead выпускался на лейбле Sunflower Records — дочерней компании MGM Records. Альбом достиг 127 позиции в рейтинге Billboard 200. Выпускался на долгоиграющих пластинках, при этом повторно в продажу не выходил, также не был издан на CD.
Historic Dead — следующий за Vintage Dead альбом от Sunflower Records, записанный в Avalon Ballroom в 1966.

## Список композиций
Сторона 1
1. «I Know You Rider» — 4:25
2. «It Hurts Me Too» (Элмор Джеймс) — 4:17
3. «It’s All Over Now, Baby Blue» (Боб Дилан) — 4:50
4. «Dancing in the Street» (Марвин Гэй) — 7:55

Сторона 2
1. «In the Midnight Hour» (Стивен Кроппер и Уилсон Пикетт) — 18:23

## Участники записи
Grateful Dead
- Джерри Гарсия — гитара, вокал
- Билл Кройцман — ударные
- Фил Леш — бас-гитара, вокал
- Рон МакКернан — клавишные, вокал, губная гармошка
- Боб Вейр — гитара, вокал

Технический персонал
- Роберт Кохен — продюсер и звукорежиссёр
- Ричард Делви — редактирование и сведение
- Альтон Келли/Стенли Маус Studios — дизайн постера
- Джон Пирс и Мокелвей — обложка и дизайн